# 1999년 쌍방울 레이더스 시즌
1999년 쌍방울 레이더스 시즌은 쌍방울 레이더스의 해체 전 마지막 시즌인데  김성근 감독이 전년도 시즌 뒤 2년 재계약했으나 김기태 김현욱 등  주전들을 트레이드로 잃어버린 뒤  전반기 성적 17승 59패 5무승부를 기록하는 등 급속한 전력약화를 겪어 전반기 종료 후 도중 경질되었고, 남은 시즌동안 김준환 감독대행이 팀을 이끌었다.
팀은 승률 0.224(역대 단일 시즌 최저 승률 2위)로 매직리그 4위, 통합 8위(최하위)에 머물렀으며 1994년 입단했으나 방위복무 등 여러 가지 사정 때문에 이렇다할 활약을 펼치지 못했다가 전년도에 선발로만 2승을 거둔 좌완 고형욱이 1승(구원) 2패로 추락했다.
시즌 종료 후인 2000년 1월에 쌍방울 레이더스는 해체되었으며, 선수들은 전원 웨이버 공시되었다가 신생 구단인 SK 와이번스가 은퇴를 결정한 선수들을 제외한 선수들을 전원 인수했다.
한편, 김준환 감독대행이 1999년 말  쌍방울 정식 감독으로 부임한 과정에서 함학수 김성현 박철우 이건열 코치가 영입됐지만 다음 해인 2000년 1월 쌍방울 해체 뒤 신생 SK가 쌍방울의 기존 선수단과 코칭스태프, 신인 지명권을 인계하는 동시에 강병철 감독이 SK 와이번스 창단감독으로 취임하자 김준환 감독대행은 SK 수석코치를 맡았다.
그러나, 2000년 말 '쌍방울 색 지우기' 프로젝트에 따라 김준환 함학수 김성현 박철우 이건열 코치, 쌍방울 시절부터 몸담아 온 박상열 김만후 코치가 해고됐고 이외에도 쌍방울에서 그대로 받은 선수들 위주로 대대적인 구조 정리가 단행됐지만 쌍방울이 SK에 선수들을 넘기려면  전지훈련이 필요하다고 판단하여 쌍방울은 2000년 2월 7일부터 3월 7일까지 하와이로 전지훈련을 떠났으며 최태원 김원형 성영재 조원우 등 당시 쌍방울의 주축 선수들이 여전히 선수협 고수의사를 굽히지 않았던 터라 애를 먹었고  김호 양용모 박진석 김기덕 장재중 손차훈 김원형 조원우 심성보 등이  선수협에서 탈퇴하여 최태원 김광현 성영재 박재용이 당시 선수협에 잔류했는데 김호 성영재는 2000년 시즌 중 해태로 이적했고 장재중은 2001년 LG로 이적했으며  박진석 심성보 김광현 박재용 등이 2000년 시즌 후 방출되어 은퇴했다.

## 타이틀
- 올스타전 추천선수: 장재중, 최태원
- 컴투스프로야구 선정 추억의 팀의 마지막 후예: 이진영
- 수비 WAR: 최태원 (1.50)
- 출장(타자): 최태원 (132)
- 선발 GSC: 유현승 (8월 8일 롯데전, 91)

## 선수단
- 선발투수 : 김기덕, 성영재, 강희석, 앤더슨
- 구원투수 : 가내영, 오상민, 김경진, 고형욱, 유현승, 박창현, 오봉옥 (시즌 중 해태 이적), 박주언, 최승민, 비아노, 최정환, 윤형배, 박상근
- 마무리투수 : 박정현, 박진석, 김원형, 김유진, 정명수
- 포수 : 정원배, 장재중
- 1루수 : 김성래, 양용모
- 2루수 : 최태원[11], 이근엽
- 유격수 : 김호, 박경호, 박계원 (시즌 중 해태 이적)
- 3루수 : 이민호, 송구홍 (시즌 중 해태에서 이적)
- 좌익수 : 조원우, 심성보, 김갑중, 박재용 (시즌 중 해태에서 이적)
- 중견수 : 동봉철, 김광림, 강민규
- 우익수 : 윤재국, 이연수, 이진영
- 지명타자 : 이동수, 장용대, 이병수, 김상호, 이계성, 오충원

## 여담
- 앤더슨은 쌍방울 레이더스 사상 개막전 선발투수를 맡은 유일한 외국인 투수다. 1993 시즌 개막전 선발투수를 맡은 김성길이 재일교포로 일본 국적이긴 하지만 이 경우는 공식적으로는 외국인 선수로 분류되지 않는다.
- 비아노는 KBO 리그의 외국인 선수 중 사상 최초로 중간계투를 주 포지션으로 등판한 투수다.
- 이 시즌에 쌍방울 레이더스는 97패, 승률 0.224, 관중 49956명을 기록하여 KBO 리그 사상 단일 시즌 최다패, 최저 승률, 최소 관중 기록을 세웠다.
- 팀은 wRC+ 72.5로 역대 단일 시즌 팀 최저 wRC+를 기록했다.
- 10월 7일 현대 유니콘스와의 경기는 관중 54명으로 KBO 리그 역대 최소 관중 기록을 세웠다. 이날 선발 등판한 성영재는 구단 사상 마지막 패전투수가 되었다. 이날 마지막으로 패전을 추가한 성영재는 시즌 29피홈런 16패 14선발패로 구단 사상 단일 시즌 최다패, 최다선발패, 최다 피홈런 투수가 되었다.
- 비아노는 이 시즌을 끝으로 KBO 리그를 떠나 20세기 외국인 투수 통산 최저 WAR(-0.19) 기록을 세웠다.
- 11월 2일 신인 드래프트에서 2차 지명 12라운드에 지명된 김형규가 팀 사상 마지막으로 지명된 선수다.
- 12월 22일에 이계성을 삼성 라이온즈로 보내고 김광현을 영입하는 트레이드를 진행했다. 이는 구단 역사상 마지막 트레이드다.
- 최태원은 132경기 출전, 563타석으로 구단 사상 단일 시즌 최다 출전, 최다 타석 소화 기록을 세웠다. 그러나 wRC+ 61.1에 그쳐 구단 사상 규정 타석을 채운 타자들 중 단일 시즌 최저 wRC+를 기록했다.
- 윤재국은 3루타 9개로 구단 사상 단일 시즌 최다 3루타 기록을 세웠다.
- 장재중은 이 시즌 월요일 경기에서 3루타 3개를 쳐 KBO 리그 역대 단일 시즌 월요일 경기 최다 기록을 세웠다.
- 가내영은 이 시즌 116이닝을 소화했으나 승리 없이 10패만 기록해 KBO 리그 역대 단일 시즌 최다 이닝 무승 투수가 되었다.
- 장재중은 공격WAR -1.47에 그쳐 구단 사상 단일 시즌 최저 공격WAR을 기록했고, 블로킹 관련 득점 기여 -2.94로 구단 사상 단일 시즌 최저 기록을 세웠다.
- 김호는 구단 통산 3000타석을 달성한 구단 사상 3번째이자 마지막 선수가 되었다. 참고로 구단 통산 3000타석 달성에 실패한 선수 중 가장 많은 타석을 소화한 선수는 조원우로, 구단 통산 1905타석을 소화했다.
- 성영재는 구단 통산 945이닝을 소화하여 55이닝 차이로 구단 통산 규정이닝 달성에 실패했다.
- 구단의 경제적 위기 탓에 2군 규모를 지속적으로 축소한 결과 이 시즌 전체 2군 경기의 절반 정도밖에 소화하지 못해 퓨처스리그 선수들의 기록은 정식 기록으로 인정하지 않는다. 이로 인해 퓨처스리그에서는 쌍방울 레이더스 선수들 중 규정타석이나 규정이닝을 채운 선수가 없었다.
- 시즌 종료 후 헨슬리 뮬렌과 타이론 혼즈를 영입했으나, 얼마 후 팀이 해체되어 이들은 쌍방울 레이더스 역대 마지막 외국인 선수들이 되었다. 이후 이들은 SK 와이번스가 영입했다. 참고로 헨슬리 뮬렌은 KBO 리그 사상 최초의 네덜란드 국적 선수다.
- 오상민은 LG 트윈스와의 시즌 최종전에 등판해 구단 사상 마지막 승리투수가 되었으며, 박정현은 이날 마지막 투수로 등판해 세이브를 기록해 구단 사상 마지막 등판 투수이자 마지막 세이브를 기록한 투수가 되었다. 참고로 마지막으로 타석을 소화한 선수는 이날 8번 타자로 선발 출전했던 장재중이다.
- 이병수는 등번호 0번을 사용하여 구단 사상 유일하게 등번호 0번을 쓴 선수가 되었다.
- 이듬해부터 홀드를 집계하기 시작함에 따라, 쌍방울 레이더스는 KBO 리그의 유일한 0홀드 팀이 되었다.
- 조동화는 시즌 종료 후 쌍방울 레이더스와 육성 선수 계약을 맺어 쌍방울 레이더스의 마지막 육성 선수로 볼 여지도 있지만, 실질적인 입단은 SK 와이번스에서 했다.